# For You (canção de Liam Payne e Rita Ora)
"For You" é uma canção gravada pelos cantores ingleses Liam Payne e Rita Ora para a trilha sonora do filme Fifty Shades Freed (2018). Seu lançamento ocorreu em 5 de janeiro de 2018, através da Universal Studios, Capitol Records e Atlantic Records UK, como single principal da trilha sonora, como quarto single do segundo álbum de estúdio de Ora, Phoenix, e como quarto single do álbum de estreia de Payne, LP1. A canção foi escrita por Ali Payami, Ali Tamposi e Andrew Watt, e foi produzida por Payami, Watt e Peter Karlsson.

## Promoção
Em 20 de dezembro de 2017, Liam e Rita postaram uma imagem promocional em suas redes sociais, vestindo trajes formais com a hashtag "#FiftyShadesFreed". Após a publicação, especularam a possibilidade de uma colaboração entre ambos os artistas para o filme Fifty Shades Freed, cujo filme conta com a aparição de Rita. Um dia depois, divulgaram um trecho da canção nas redes sociais. Em 3 de janeiro de 2018, revelaram a data de lançamento da canção e mais um trecho, exibindo a sessão de gravação em estúdio. 

## Recepção crítica
Lauren O'Neill, da revista Vice, afirmou que a canção é uma "boa música de coro prestativo". Desaprovou, por conseguinte, a aparição de Payne na faixa, dizendo que "seria totalmente melhor que houvesse apenas Rita, cuja voz soa muito bonita e o resto poderia ter sido executado por ela." Patrick Hoksen, da MTV News, escreveu que "o início da canção lembra fortemente "My Heart Will Go On" de Céline Dion".  Sam Damashenas, da revista Gay Times, considerou a canção como "um dueto de synthpop sensual cativante". Espera, ainda, que a música seja um grande sucesso como as anteriores da trilha sonora de Fifty Shades of Grey. Kevin Goddard, do portal HotNewHipHop, descreveu a canção como um "pop sensual e otimista".
A revista Rap-Up opinou que o dueto "combina harmonias otimistas com melodias cativantes". Michelle Phi, do Clevver News, escreveu que "a batida alegre e as letras sensuais são a combinação perfeita para deixar qualquer fã empolgado com a última parte de Fifty Shades of Grey e a música poderia ser a mais quente de toda a franquia". De tal modo, Mike Vulpo, da E! Entertainment Television, considerou a canção como "uma batida otimista que deixa os fãs animados para o filme fumegante que chega ao cinema no Dia dos Namorados".

## Videoclipe

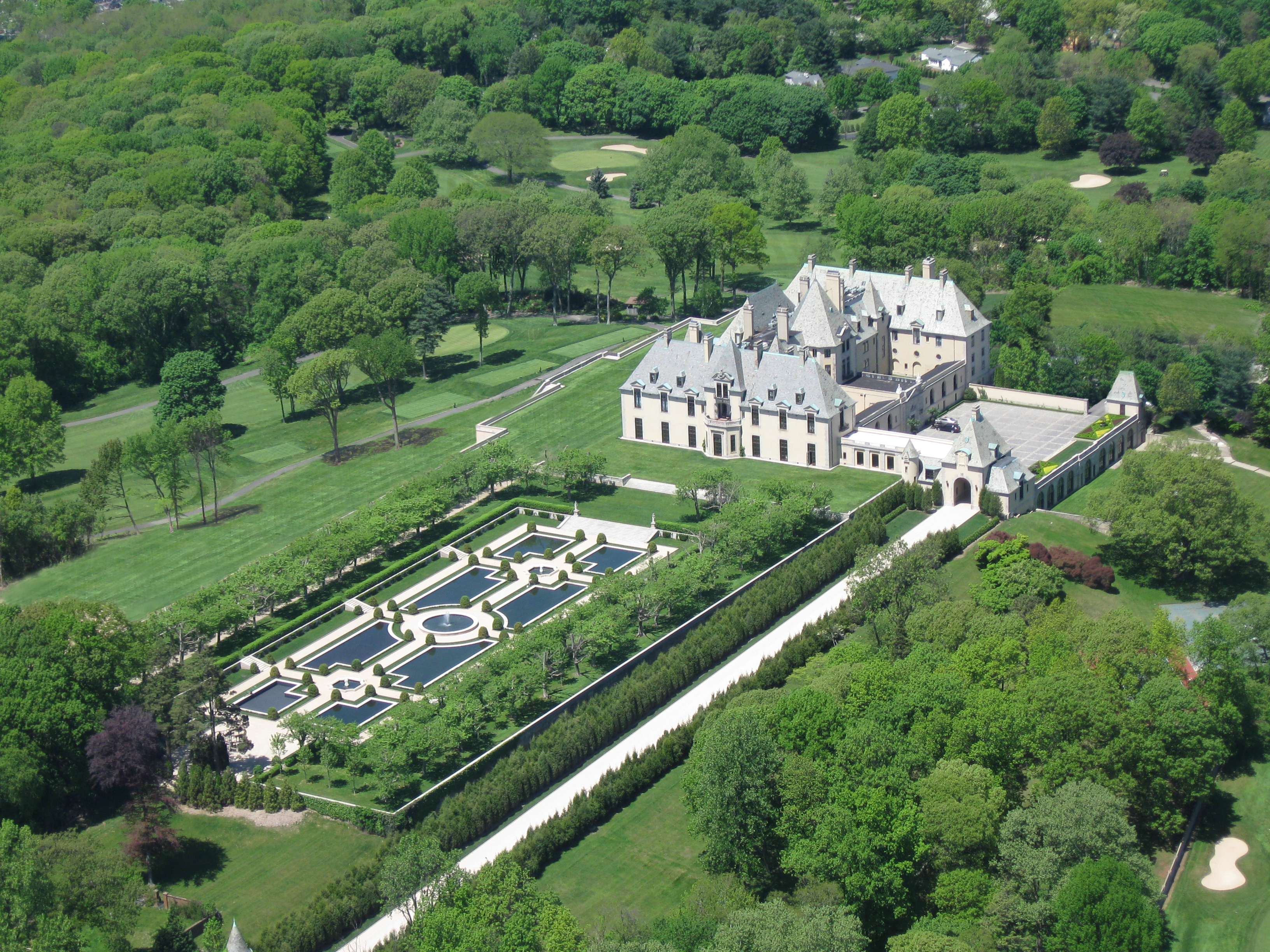
O videoclipe foi gravado no Castelo Oheka, em Huntington, no estado de Nova York.

O videoclipe oficial de "For You" foi lançado em 26 de janeiro de 2018, no canal oficial da Vevo do filme. O vídeo foi dirigido por Hannah Lux Davis e as gravações foram realizadas no Castelo Oheka, em Long Island, na costa leste dos Estados Unidos. A obra contém Ora em um vestido vermelho caminhando e correndo no jardim e Payne no castelo, com um encontro na imensa escada da mansão. Efeitos especiais fazem com que o casal seja levitado durante o vídeo. Devido ao mesmo local de gravação, "For You" foi comparado com o clipe de "Blank Space", de Taylor Swift.

## Performances
Em 31 de janeiro de 2018, Payne e Ora performaram "For You" no The Tonight Show Starring Jimmy Fallon. Além disso, em 1 de fevereiro de 2018, apresentaram a canção no Today (programa de televisão. Em 5 de fevereiro, apresentaram no canal francês C à vous. Por fim, apresentaram a canção no Brit Awards de 2018, em 21 de fevereiro de 2018.

## Créditos
Os créditos foram obtidos e adaptados do Tidal.
- Liam Payne – vocal principal, vocais de apoio
- Rita Ora – vocal principal, vocais de apoio
- Ali Payami – composição, produção, vocais de apoio, teclado, baixo, bateria, trompa, percussão, programação
- Ali Tamposi – composição, vocais de apoio
- Andrew Watt – composição, produção, vocais de apoio, violão
- Peter Karlsson – produção, vocais de apoio
- John Hanes – engenharia de mixagem
- Sam Holland – engenharia
- Serban Ghenea – mixagem
- Jakob Jerlström – vocais de apoio
- Max Grahn – vocais de apoio
- Cory Bice – assistência de engenharia
- Jeremy Lertola – assistência de engenharia
- Niklas Ljungfelt – violão

## Desempenho nas tabelas musicais
| Tabela musical (2018)                           | Melhor posição |
| ----------------------------------------------- | -------------- |
| Austrália (ARIA)                                | 15             |
| Áustria (Ö3 Austria Top 75)                     | 4              |
| Bélgica (Ultratop 50 de Flandres)               | 8              |
| Bélgica (Ultratop 50 da Valônia)                | 14             |
| Canadá (Canadian Hot 100)                       | 63             |
| Croácia (HRT)                                   | 1              |
| República Checa (Rádio Top 100)                 | 2              |
| República Checa (Singles Digitál Top 100)       | 2              |
| Dinamarca (Tracklisten)                         | 17             |
| União Europeia (Euro Digital Songs)             | 1              |
| Finlândia (Suomen virallinen lista)             | 13             |
| França (SNEP)                                   | 2              |
| O campo songid é OBRIGATÓRIO PARA PARADA ALEMÃ  | 1              |
| Hungria (Rádiós Top 40)                         | 3              |
| Hungria (Rádiós Top 40)                         | 16             |
| Irlanda (IRMA)                                  | 17             |
| Itália (FIMI)                                   | 31             |
| Letónia (Latvijas Top 40)                       | 1              |
| Luxemburgo (Billboard Luxembourg Digital Songs) | 2              |
| Líbano (Lebanese Top 20)                        | 2              |
| México (Billboard Airplay)                      | 47             |
| México (Billboard Mexico Ingles Airplay)        | 1f             |
| Países Baixos (Dutch Top 40)                    | 21             |
| Países Baixos (Mega Top 50)                     | 23             |
| Países Baixos (Single Top 100)                  | 35             |
| Nova Zelândia (Recorded Music NZ)               | 34             |
| Noruega (VG-lista)                              | 10             |
| Polónia (Polish Airplay Top 100)                | 3              |
| Portugal (AFP)                                  | 3              |
| Escócia (Scottish Singles Chart)                | 2              |
| Eslováquia (Rádio Top 100)                      | 11             |
| Eslováquia (Singles Digitál Top 100)            | 2              |
| Eslovênia (SloTop50)                            | 1              |
| Espanha (PROMUSICAE)                            | 47             |
| Suécia (Sverigetopplistan)                      | 15             |
| Suíça (Schweizer Hitparade)                     | 3              |
| Reino Unido (UK Singles Chart)                  | 8              |
| Estados Unidos (Billboard Hot 100)              | 76             |
| Estados Unidos (Billboard Mainstream Top 40)    | 37             |

| País (Empresa)        | Certificação |
| --------------------- | ------------ |
| Austrália (ARIA)      | Platina      |
| Canadá (Music Canada) | Ouro         |
| Suécia (GLF)          | Ouro         |
| Reino Unido (BPI)     | Prata        |

## Histórico de lançamento
| Região         | Data                 | Formato                | Gravadora                          | Ref.   |
| -------------- | -------------------- | ---------------------- | ---------------------------------- | ------ |
| Mundo          | 5 de janeiro de 2018 | Download digital       | Universal Studios Capitol Atlantic | [ 31 ] |
| Estados Unidos | 9 de janeiro de 2018 | Contemporary hit radio | Republic                           | [ 73 ] |